# ریچلند (جورجیا)
ریچلند، جورجیا (به انگلیسی: Richland, Georgia) یک شهر در ایالات متحده آمریکا با جمعیت ۱٬۷۹۴ نفر است که در جورجیا واقع شده‌است.

## موقعیت جغرافیایی
موقعیت جغرافیایی شهرها و مناطق اطراف به شرح زیر است:

## نگارخانه

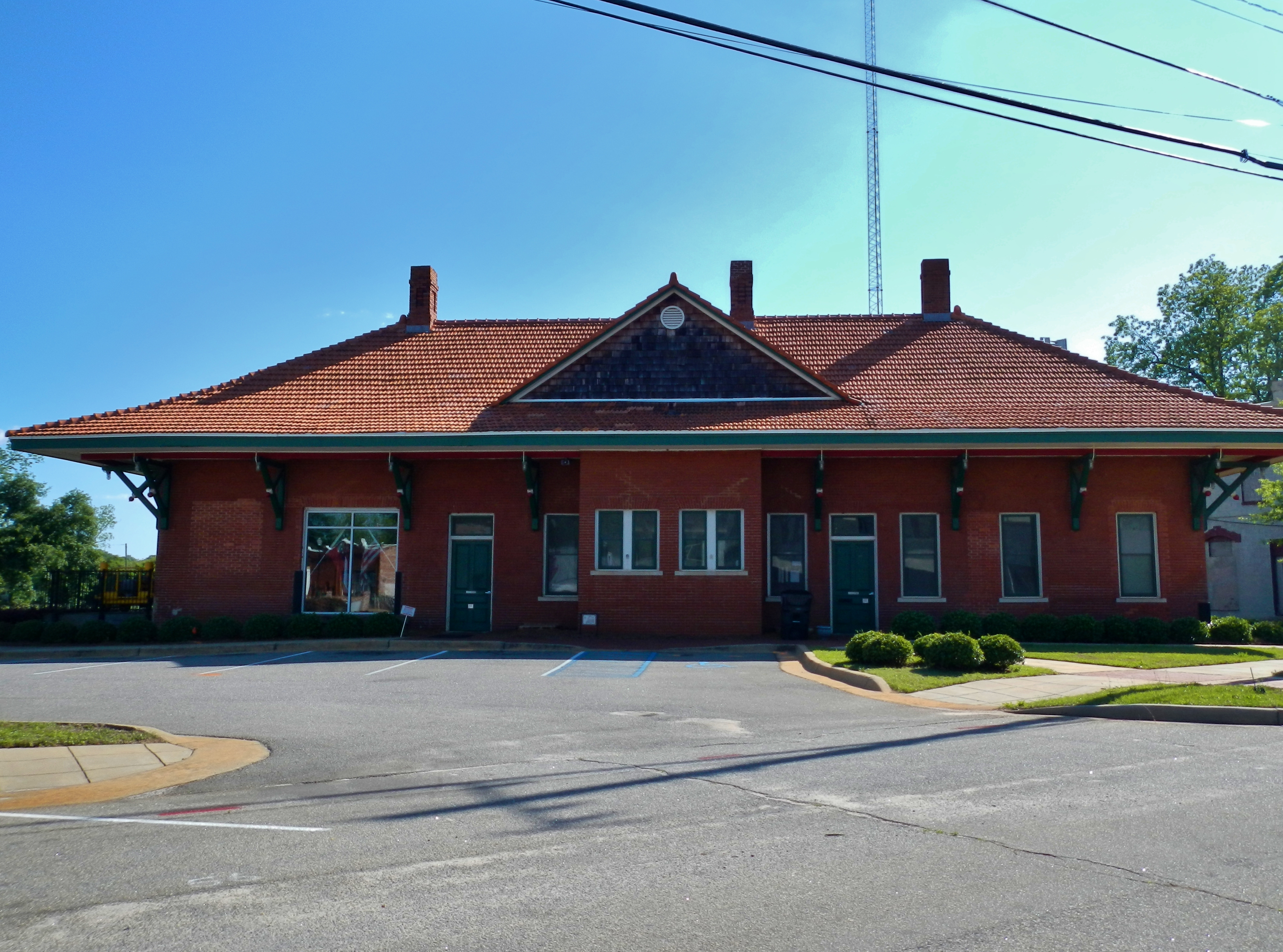
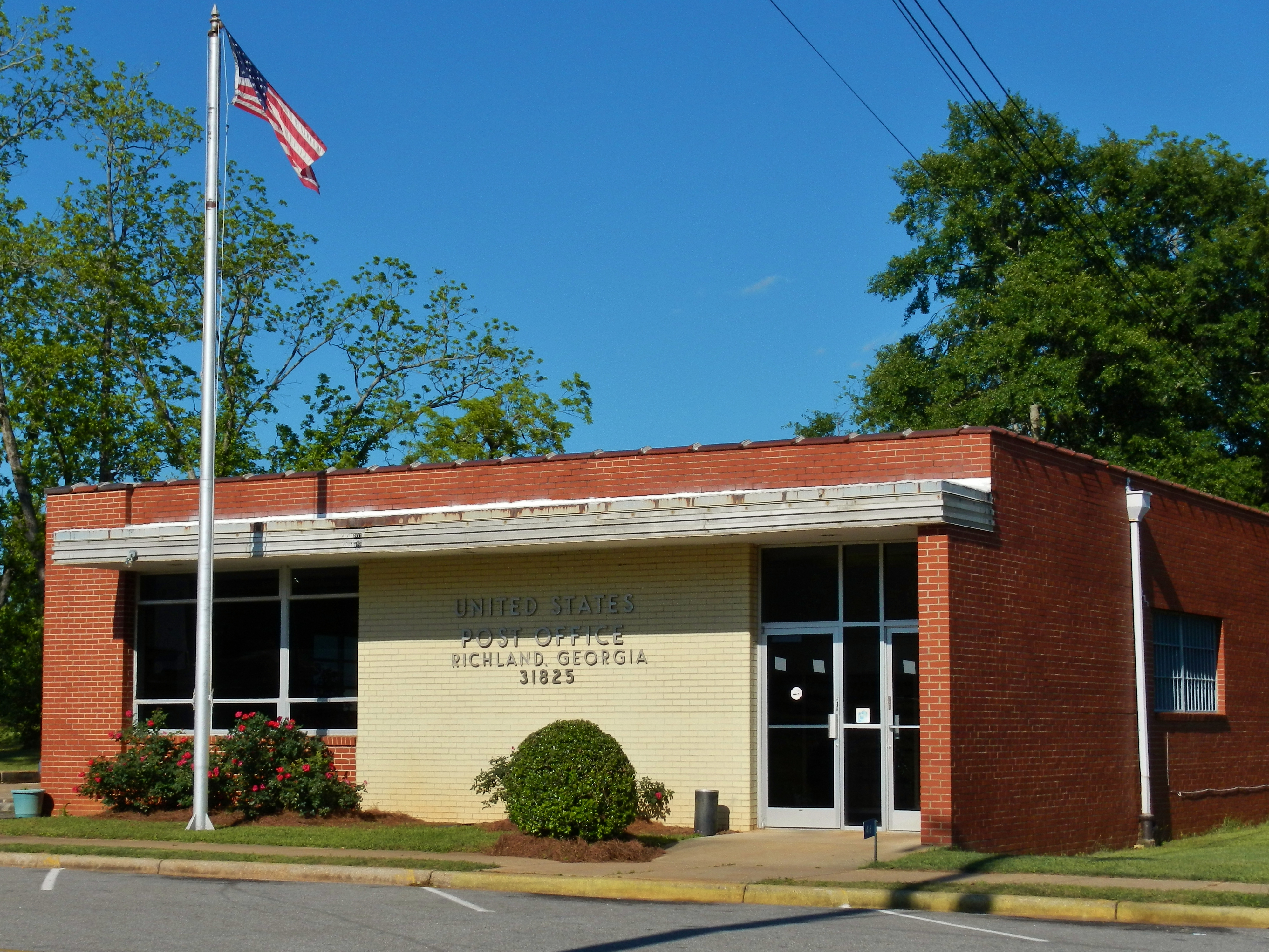
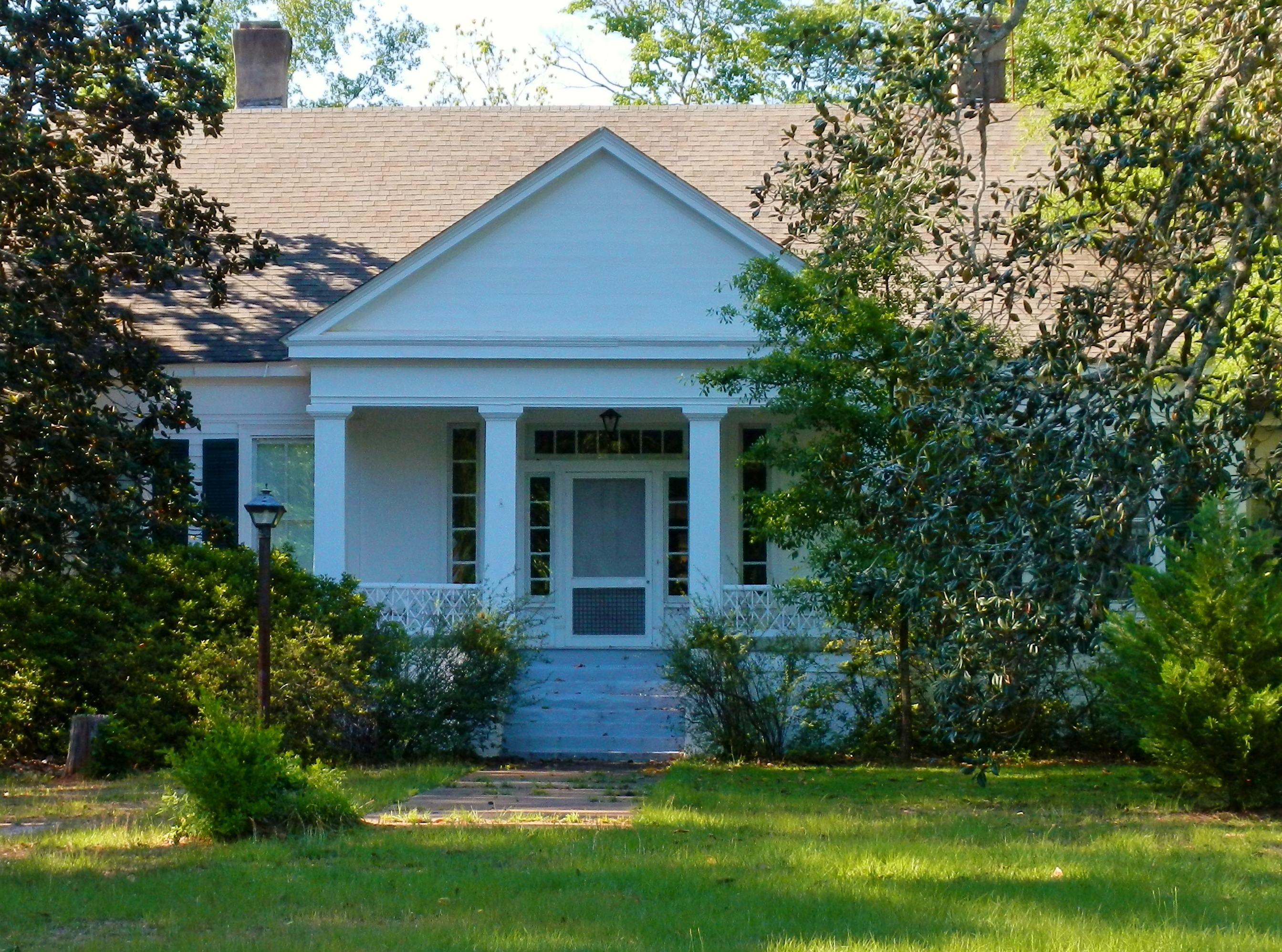
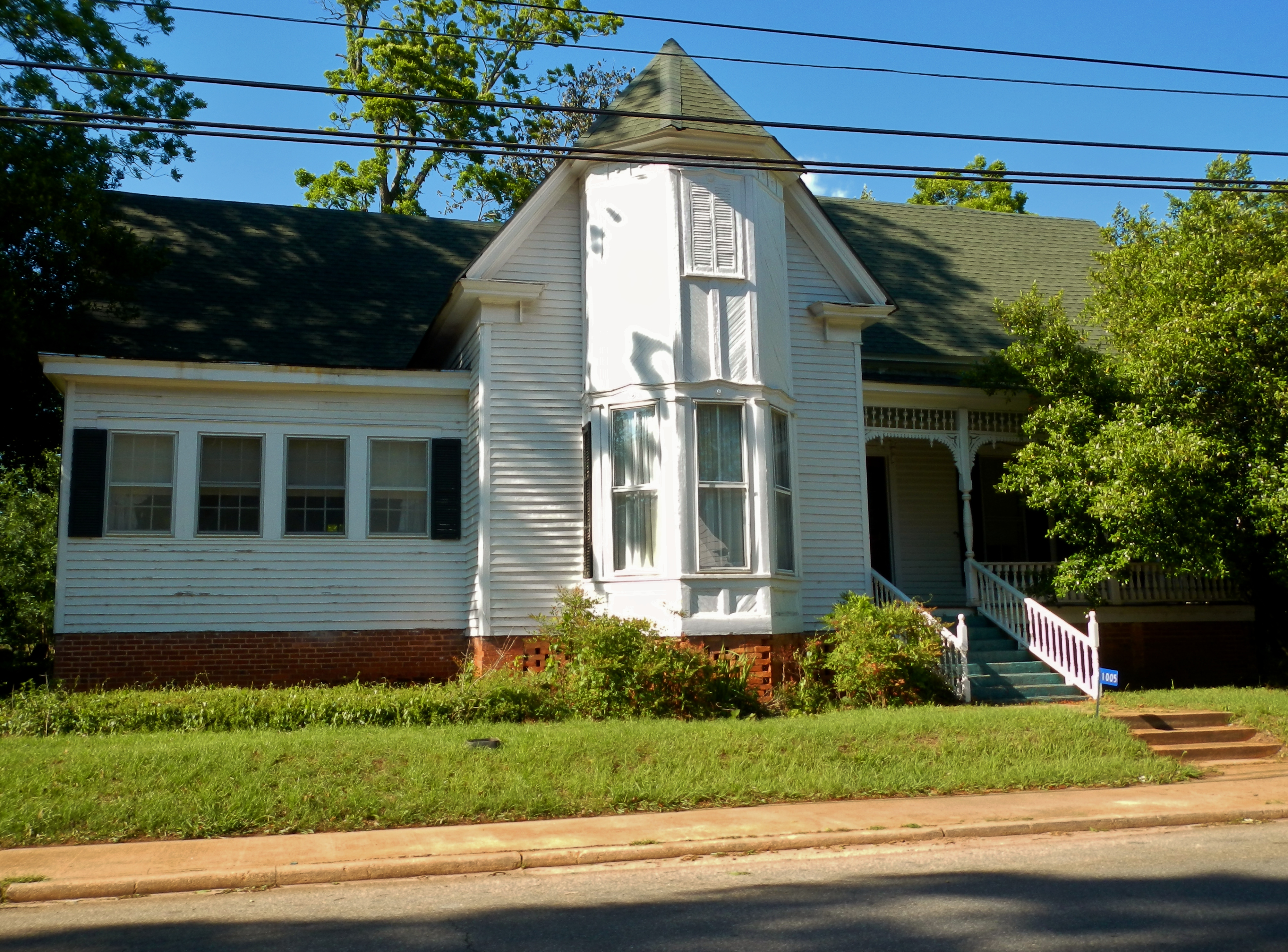
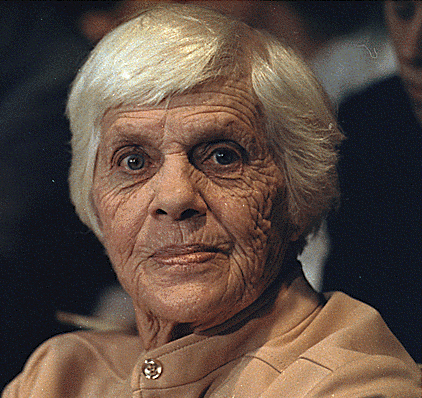